# Franz Kromer
Franz Kromer, též Franc Kromer (1814 – 31. srpna 1886 Mödling), byl rakouský soudce a politik německé národnosti z Kraňska, v 60. letech 19. století poslanec rakouské Říšské rady.

## Biografie
V době svého působení v parlamentu je uváděn jako Franz Kromer, rada zemského soudu v Lublani.
Počátkem 60. let se s obnovou ústavního systému vlády zapojil do vysoké politiky. V zemských volbách roku 1861 byl zvolen na Kraňský zemský sněm za kurii venkovských obcí, obvod Kočevje, Leibnitz, Velike Lašče. Zemským poslancem byl až do roku 1872. Podle jiného dobového zdroje rezignoval na mandát v zemském sněmu až v listopadu 1873.
Působil také coby poslanec Říšské rady (celostátního parlamentu Rakouského císařství), kam ho delegoval Kraňský zemský sněm roku 1861 (Říšská rada tehdy ještě byla volena nepřímo, coby sbor delegátů zemských sněmů).
Hlásil se k německé národnosti a reprezentoval tzv. Ústavní stranu (liberálně a centralisticky orientovaná). V roce 1862 ho Národní listy řadily mezi německé poslance odmítající zavádění slovinštiny do úřadů v Kraňsku. Dobový tisk ho označoval přímo za Němce (na rozdíl od některých poněmčených Slovinců). V roce 1868 na zemském sněmu prohlásil, že venkovskému lidu v Kraňsku je jedno, jestli mluví slovinsky nebo německy, a že kdyby se rozpadlo Rakousko, bude Německo nuceno i za cenu války získat přístup k Jadranu.
V závěru života žil v Mödlingu, kde roku 1886 zemřel.